# Бій під Царициним (1918)
Бій під Царициним — бій, що відбувся з 29 по 30 квітня 1918 року біля міста Царицин (сучасне місто Волгоград). У бою зіткнулись анархістські загони командира Петренка (справжнє ім'я невідоме) та червоноармійці «Царицинської радянської республіки». В ході бойових дій загони червоноармійців було розгромлено, а Царицин обстріляно артилерійським вогнем з анархістського бронепотяга.